# Bringet dem Herrn Ehre seines Namens
Pour les articles homonymes, voir Ehre.
Bringet dem Herrn Ehre seines Namens (Rendez à l’Éternel la gloire de son nom), (BWV 148), est une cantate religieuse de Johann Sebastian Bach probablement composée à Leipzig en 1723.

## Histoire et livret
Bach a probablement écrit la cantate en 1723 durant sa première année à Leipzig à l'occasion du dix-septième dimanche après la Trinité, le 19 septembre 1723. Pour cette destination liturgique, deux autres cantates ont franchi le seuil de la postérité : les BWV 47 et 114. Les lectures prescrites pour ce dimanche étaient Éphes. 4:1–6 et Luc. 14:1–11, la guérison du gouteux le jour du Sabbath. Les paroles de la cantate ne se rapportent pas à la guérison mais à l'honneur dû à Dieu le jour du Sabbath. Les paroles du chœur d'ouverture sont tirées du Psaume 29 (28) :2. Les paroles de la cantate sont fondées sur un poème en six versets de Picander, Weg, ihr irdischen Geschäfte, publié en 1725 dans son premier recueil spirituel, « Erbauliche Gedanken ». Cette cantate serait le premier objet de collaboration entre Picander et Bach. Le musicologue Alfred Dürr a cependant raison de dater la cantate de 1723, suggérant que le texte peut avoir été écrit avant le poème mais il n'existe pas de preuve certaine que la cantate n'a pas été composée quelques années plus tard (une première audition le 23 septembre 1725 fut un temps citée).
Le premier récitatif décrit le besoin de Dieu comme dans le Psaume 42 (41):1. Seule la mélodie du choral final, Auf meinen lieben Gott (Lübeck, 1603), est connue. Quelques musicologues, dont Alfred Neuman, ont disputé des paroles du quatrième verset du choral avec Philipp Spitta par exemple, à propos du Wo soll ich fliehen hin de Johann Heermann (1630) qui fut chanté sur la même mélodie à Leipzig.

## Structure et instrumentation
En accord avec le caractère festif du thème, la cantate est écrite pour trompette, trois hautbois, deux violons, alto et basse continue avec deux solistes (alto, ténor) et un chœur à quatre voix.
Il y a six mouvements :
1. chœur : Bringet dem Herrn Ehre seines Namens
2. aria (ténor, violon) : Ich eile, die Lehren des Lebens zu hören
3. récitatif (alto, cordes) : So wie der Hirsch nach frischem Wasser schreit
4. aria (alto, hautbois) : Mund und Herze steht dir offen
5. récitatif (ténor) : Bleib auch, mein Gott, in mir
6. chorale: Amen zu aller Stund

## Musique
Le chœur d'ouverture commence par une sinfonia instrumentale de présentation des thèmes. Le chœur vocal chante deux fugues sur différents thèmes mais les deux émanent du début de la sinfonia. La trompette joue une cinquième partie dans les fugues. Le mouvement se conclut avec les voix intégrées dans la sinfonia.
Le violon solo de la première aria illustre à la fois la Joie en Dieu et le « Eilen » mentionné dans les paroles. Le récitatif alto est accompagné par les cordes. Dans l'aria suivante, l'unité mystique de l'âme avec Dieu s'exprime par une combinaison inhabituelle de deux hautbois d'amour et un hautbois de chasse,. Le choral final est disposé en quatre parties.

## Source
- (en) Cet article est partiellement ou en totalité issu de l’article de Wikipédia en anglais intitulé « Bringet dem Herrn Ehre seines Namens, BWV 148 » (voir la liste des auteurs).